# Lifeline (álbum de Ben Harper)
Lifeline é o oitavo álbum de estúdio do cantor Ben Harper e The Innocent Criminals, lançado a 28 de Agosto de 2007.
O disco estreou no nº 9 da Billboard 200, vendendo mais de 41 mil cópias na primeira semana.

## Faixas
Todas as faixas por Ben Harper
1. "Fight Outta You" - 4:10
2. "In the Colors" - 2:57
3. "Fool for a Lonesome Train" - 3:29
4. "Needed You Tonight" - 2:45
5. "Having Wings" - 3:26
6. "Say You Will" - 2:57
7. "Younger Than Today" - 3:24
8. "Put It on Me" - 3:30
9. "Heart of Matters" - 4:30
10. "Paris Sunrise #7" [instrumental] - 5:17
11. "Lifeline" - 4:28

## Tabelas
Álbum
| Ano  | Tabela              | Posição |
| ---- | ------------------- | ------- |
| 2007 | Billboard 200       | 9       |
| 2007 | Top Canadian Albums | 3       |
| 2007 | Top Internet Albums | 9       |